# 스노든 백작부인 세레나 암스트롱존스
스노든 백작부인 세레나 암스트롱존스(Serena Alleyne Armstrong-Jones, Countess of Snowdon, 1970년 3월 1일 ~ )는 제2대 스노든 백작 데이비드 암스트롱존스의 아내이다.